# 최순우
최순우(崔淳雨, 본명: 최희순, 본명 한자: 崔熙淳, 1916년 4월 28일~1984년 12월 16일)는 대한민국의 동양미술고고사학자 겸 작가이자, 미술 평론가 및 대학 교수 겸 수필가이기도 하고, 박물학자 및 국립박물관단체인 겸 교육인이다.
본관은 양천(陽川)으로, 본명은 최희순(崔熙淳)이며, 호(號)는 혜곡(兮谷)이다.

## 생애

### 출생·학창 시절·청년 시절·가족 관계
1916년 일제강점기 시대 경기도 개성군 송도면 지파리(현재의 조선민주주의인민공화국 황해북도 개성시 자남동)에서 태어났다. 황해도 해주부에서 잠시 유년기를 보냈으며, 1935년 3월에 경기 개성의 송도고등보통학교를 졸업하였다. 일단, 고유섭·전형필 등의 영향을 받으면서 고미술 문화재 전문가로 처음 성장해 나가기 시작했다.
부인 박금섬 여사와의 사이에 일제 시대 경기도 개성부에서 1944년(29세 당시)에 득(得)한 슬하 무남독녀 외동딸 최수정 여사가 있다.

## 주요 경력

### 일제강점기 조선 시대
- 1935년 개성부립박물관 학예사 겸 참사.
- 1936년 개성부립박물관 학예계 계장.
- 1937년 개성부립박물관 학예과 과장.
- 1938년 개성부립박물관 학예부 부장.
- 1939년 수필가로도 문학 작문에 나서기 시작.
- 1940년 개성부립박물관 학예국 국장.
- 1941년 3월 5일, 박금섬(4년 연하녀)과 결혼.
- 1943년 4월 27일, 일제강점기 시대 말기에는 개성부립박물관 관장 서리.
- 1944년 2월 29일, 일제강점기 시대 말기에는 개성부립박물관 제2대 관장.
- 1944년 6월 19일, 득녀.

### 1945년 8월 15일 을유해방 이후
- 1946년 4월 12일, 개성부립박물관 제2대 관장 해직.
- 1946년 5월 13일, 부인(박금섬 여사)과 외동딸(최수정)만 셋이서 대동하고 미군정 조선 시대의 경기도 부천군으로 월남.
- 1946년 10월부터 5년간 문학 동인지 『순수(純粹)』의 주간 등을 지내며 최순우(崔淳雨)라는 필명으로써 본격적인 순수 수필 문학가로도 활약.
- 1947년 11월에 부인·외동딸과 함께 미군정 조선 시대의 수도 서울의 마포로 이주.

### 1948년 8월 15일 무자광복 및 대한민국 정부 수립 이후
- 1956년 4월 27일, 이름을 최희순(崔熙淳)에서 최순우(崔淳雨)로 개명.
- 박물관의 간부로 재직함과 함께 줄곧 미술 평론을 하면서, 가끔씩은 동식물 관련의 박물학 논저 저술 등에도 손을 댐.
- 서울대학교 미학과 객원교수
- 고려대학교 철학과 객원교수
- 홍익대학교 응용미술학과 객원교수
- 이화여자대학교 사학과 객원교수
- 한국미술사학회 대표위원 역임
- 그 후 한국미술평론가협회 대표 회장 겸 동협회 대표상무위원장·수석대표최고위원 역임
- 문교부 문화재위원회 자문위원
- 제4대 국립중앙박물관 관장
- 국립중앙박물관 제4대 관장 직으로 재직하던 중에 열병 증세를 뵈며, 1984년 12월 16일 서울특별시 성북구 성북동 126-20번지 자택에서 숙환(지병)이었던 폐렴으로 인한, 심근경색(심장마비)으로 순직.

## 저서

### 수필
- 1994년 《무량수전 배흘림기둥에 기대서서》 ... (1977년 집필. 1984년 사후 1994년 유작 발표.)
- 2002년 《나는 내 것이 아름답다》 ... (1978년 집필. 1984년 사후 2002년 유작 발표.)

## 같이 보기
- 최순우 옛집